# Mlanjella bispinosa
Mlanjella bispinosa är en insektsart som beskrevs av Ronald Gordon Fennah 1950. Mlanjella bispinosa ingår i släktet Mlanjella och familjen vedstritar. Inga underarter finns listade i Catalogue of Life.